# معركة إب (2015)
معركة إب هي هجمات واشتباكات مستمرة يشنها الموالون للرئيس عبد ربه منصور هادي للسيطرة على محافظة إب وسط اليمن، واستعادتها من الحوثيون والجيش المؤيد لعلي عبد الله صالح.
في أغسطس 2015 سيطر الموالون لعبد ربه منصور هادي على ثمان مديريات في إب وفر من المحافظة، عبد الواحد صلاح الذي عينه الحوثيين محافظاً لمحافظة إب، ومدير أمن المحافظة محمد الشامي.

## خلفية
سيطر الحوثيون على محافظة إب في أوائل مارس 2015، وكانت إب من أهم طرق إمدادات الحوثيين إلى تعز وعدن.

### المقاومة
في 8 أغسطس بدأت المقاومة هجمات متقطعة،  وسيطرت على مديريات دمت والقفر والنادرة والرضمة وبعدان والسدة وحزم العدين،  واندلعت اشتباكات في المخادر وفي منطقة مشورة أحد مداخل مدينة إب، وفرضت المقاومة حصاراً على مدينة إب مركز المحافظة.
في 13 أغسطس استعاد الحوثيون السيطرة على مديرية الرضمة، وقالت المقاومة الشعبية في محافظتي إب وتعز وسط اليمن، أن تراجعهم كان بسبب نفاد الذخائر وقلة الأسلحة، وذلك يعود لما وصفوه بـ«خذلان الرئيس عبد ربه منصور هادي وقوات التحالف لها».